# تامی موریسون
تامی موریسون (انگلیسی: Tommy Morrison; ۲ ژانویهٔ ۱۹۶۹ – ۱ سپتامبر ۲۰۱۳) بوکسور اهل ایالات متحده آمریکا بود.
از فیلم‌ها یا برنامه‌های تلویزیونی که وی در آن نقش داشته‌است می‌توان به آنها زنده هستند و راکی ۵ اشاره کرد.
وی به دلیل ابتلا به بیماری اختلال عملکرد در چند عضو بدن و شوک عفونی در چهل و چهار سالگی درگذشت.